# Fröken Anna Heyman, gift Bagge
Fröken Anna Heyman, gift Bagge är en porträttmålning av konstnären Ernst Josephson. Den målades med oljefärg på duk 1880 och ingår sedan 1970 i Nationalmuseums samlingar i Stockholm i enlighet med Bertha Stenmans (1890–1969) testamente.
Ernst Josephsons konstnärskap rymmer det sena 1800-talets utveckling från historieromantik till friare verklighetsskildring. Josephson var duktig på att fånga upp trender. Efter att ha målat i gammal stil mötte han det moderna måleriet i Paris. Där tog han sin utgångspunkt i vardagen istället för i gamla mästares målningar. Hans bilder är omedelbara och förmedlar en stark närvarokänsla, som i porträttet av Anna Heyman.
Anna Heyman (1863–1951) var dotter till grosshandlare Theodor Heyman och hans hustru Hilda Davidson samt äldre syster till konstnären Jenni Lagerberg. Hon gifte sig 1882 med majoren Georg Bagge. Josephson porträtterade även en släkting till henne 1883–1884 i Gossporträtt, Edvard Heyman (Göteborgs konstmuseum). Samma år som Anna Heyman-porträttet tillkom målade Josephson Dam med blommor (Göteborg) och Konstnären Allan Österlind (Nationalmuseum) – två porträtt i samma färgskala (se bildgalleri).

## Bildgalleri

Gossporträtt, Edvard Heyman (1880), Göteborgs konstmuseum.
Dam med blommor (1880), Göteborgs konstmuseum.
Konstnären Allan Österlind (1880), Nationalmuseum